# Góra Zamkowa (Wyżyna Krakowsko-Częstochowska)
Góra Zamkowa lub Góra Janowskiego – wzgórze będące najwyższym wzniesieniem Wyżyny Krakowsko-Częstochowskiej. Znajduje się w południowej części Wyżyny Częstochowskiej, na terenie wsi Podzamcze w gminie Ogrodzieniec. Ma wysokość 516 m n.p.m. Dawniej podawano wysokość 504 m.

## Nazwa
Geoportal podaje, że dla tego obiektu (identyfikator PRNG: 158184) zestandaryzowana nazwa to Góra Zamkowa. Góra Janowskiego jest dopuszczona jako nazwa oboczna, historyczna. Nazwę Góra Janowskiego nadano dla upamiętnienia polskiego podróżnika Aleksandra Janowskiego, jednego z założycieli Polskiego Towarzystwa Turystyczno-Krajoznawczego.

## Opis
Na samym szczycie Góry Zamkowej znajduje się hotel SPA. Nieco niżej, na skałach w północnych zboczach znajdują się ruiny Zamku Ogrodzieniec. Dolną część stoków zachodnich zajmują zabudowania wsi Podzamcze. Część wzgórza porasta las, większość to tereny odkryte. Dzięki temu ze wzgórza rozciąga się szeroka panorama widokowa. Przy dobrej widoczności widoczne są pasma Karpat.
Najwyższym punktem wzgórza jest skała Czubatka. Oprócz niej na wzgórzu znajdują się liczne i atrakcyjne dla wspinaczy skalnych skały. Ponadawali oni im nazwy i podzielili na 3 sektory. W rejonie Zamku Ogrodzieniec są to skały: Adept, Dziurawa, Furtki, Kaczor, Lalka, Niedźwiedź, Okiennik, Zakonnik, w sektorze Grani z Kapeluszem Kapelusz i Grań za Kapeluszem, w sektorze Cim są to skały: Bigos i Wrota, Kapa, Obeliski, Pierdolnik, Ratusz, Skała 504, Wielbłąd, Wielka i Mała Cima. Dla wspinaczy skalnych w 2009 r. uporządkowano rejon skał wspinaczkowych, częściowo oczyszczając je z krzewów, oraz wymieniono punkty asekuracyjne.
W skałach Góry Zamkowej jest wiele jaskiń. W bliskim otoczeniu Zamku w Ogrodzieńcu i hotelu pod szczytem znajdują się: Koleba pod Hotelem, Schronisko Górne obok Ruin Zamku w Ogrodzieńcu, Schronisko obok Ruin Zamku w Ogrodzieńcu Pierwsze, Schronisko obok Ruin Zamku w Ogrodzieńcu Drugie, Schronisko obok Ruin Zamku w Ogrodzieńcu Trzecie, Schronisko obok Ruin Zamku w Ogrodzieńcu Czwarte, Schronisko z Grabiami.

## Szlaki turystyczne
Szlak Orlich Gniazd: Pilica – Kocikowa – Góra Janowskiego – Podzamcze – Karlin – Żerkowice – Morsko – Góra Zborów – Zdów